# Hirondina Joshua

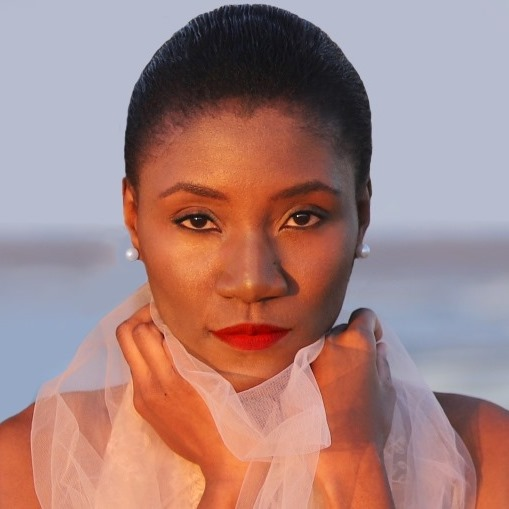
Hirondina Joshua, 2019

Hirondina Juliana Francisco Joshua (* 31. Mai 1987 in Maputo) ist eine mosambikanische Dichterin.
Sie hat für Zeitschriften und Anthologien wie Esperança e Certeza I (2006) und A Minha Maputo È (2012) veröffentlicht.

## Werke
- 2016. Os Ângulos da Casa. Pr. Mia Couto.[2]